# Бовтиш
Бовти́ш (інша назва — Бовти́шка, Бовтушка) — річка в Україні, в межах Олександрівському районі Кіровоградської області. Ліва притока Тясмину (басейн Дніпра).

## Опис
Довжина річки 20 км, похил річки 1,1 м/км, площа водозбірного басейну — 233 км². Річище слабозвивисте. Заплава в середній та нижній течії місцями заболочена. Споруджено декілька ставків.

## Розташування
Витоки розташовані біля села с. Миколаївка. Тече спочатку на північ, далі — на північний схід. Впадає до Тясмину в селі Бірки, що на південний схід від смт Олександрівки.
На річці розташовані населені пункти: Бірки, Івангород, Бовтишка, Розумівка, Миколаївка. В районі села Бовтишка на річці розташовані ставки ВАТ «Кіровоградрибгосп».